# Parti de la convention du peuple
Pour les articles homonymes, voir CPP.
Le Parti de la convention du peuple (Convention People's Party, CPP) (en akan, Apam Nkorɔfo Kuw) est un parti politique ghanéen d'inspiration socialiste fondé sur les idées de l’ancien président Kwame Nkrumah.
Le CPP est fondé le 12 juin 1949 par Kwame Nkrumah, avec d'autres militants panafricains, comme le marxiste Bankole Awoonor-Renner afin de faire campagne pour l'indépendance de la Côte-de-l'Or, à l'époque colonie britannique, actuel Ghana. Il est le parti de Nkrumah à l'époque de la colonie britannique autonome de 1951 à 1957 et durant les premières années du Ghana indépendant, de 1957 à 1966. La constitution est modifiée en 1964 pour faire du CPP le seul parti légal, faisant ainsi du Ghana un pays à parti unique. Le CPP est interdit après le coup d'État du 24 février 1966, perpétré par le National Liberation Council. Les partis qui poursuivent sa tradition utiliseront diverses dénominations. Le parti est reformé, par des factions s'inspirant de Nkrumah, en 1996.

## Création du CPP
La United Gold Coast Convention (UGCC) est fondée le 4 août 1947 dans le but d'obtenir l'indépendance pour le Ghana. Kwame Nkrumah pense que l'opposition de l'UGCC aux dirigeants coloniaux manque de force et n'insiste pas assez sur l'urgence de la situation ; il veut une indépendance immédiate. Rompant avec l'UGCC sur ces motifs, il fonde le CPP avec comme slogan « l'indépendance maintenant ». Le 9 janvier 1950, le CPP appelle à une grève nationale et à des boycotts. Au cours de ces événements, deux policiers sont tués et les dirigeants du CPP sont arrêtés et emprisonnés. Cela sert seulement à augmenter la popularité de Nkrumah. À l'occasion des élections générales de 1951, le CPP l'emporte nettement, en dépit de l'emprisonnement de Nkrumah et des autres dirigeants du parti. Nkrumah est alors libéré pour former le premier gouvernement africain de la colonie.

## Parvenir à l'indépendance
Nkrumah fonde donc le premier gouvernement africain de l’empire britannique en 1951. Ce n'est pas encore l'indépendance car il rejette l'idée que les dirigeants locaux qui avaient favorisé les Britanniques puissent jouer un rôle dans le gouvernement, considérant cela comme anti-démocratique. Il finit paradoxalement comme le chef d'un parti unique. Il avait fondé le parti avec quelques autres, Dzenkle Dzewu, Saki Sheck et Kojo Botsio.
En 1956, de nouvelles élections sont organisées, accompagnées de la promesse britannique que, si le peuple le demande, une date sera donnée pour l'indépendance[réf. nécessaire]. Le CPP remporte 71 des 104 sièges, ouvrant la voie de l'indépendance qui advient le 6 mars 1957. En 1958, deux projets de loi concourent à la chute de Nkrumah[réf. nécessaire]. L'un concerne le droit du travail et vise à rendre les grèves illégales, l’autre loi, sur la détention préventive, autorise le gouvernement à emprisonner des opposants politiques sans procès[réf. nécessaire]. L'étape finale est le référendum constitutionnel de 1964 (en), « visiblement truqué », qui instaure le CPP en tant que parti unique et Nkrumah comme président à vie du pays et du parti.
La porte est ouverte à un renversement du CPP par le National Liberation Council, le 24 février 1966. Après le coup d'État, le CPP est interdit.

## Renaissance du CPP

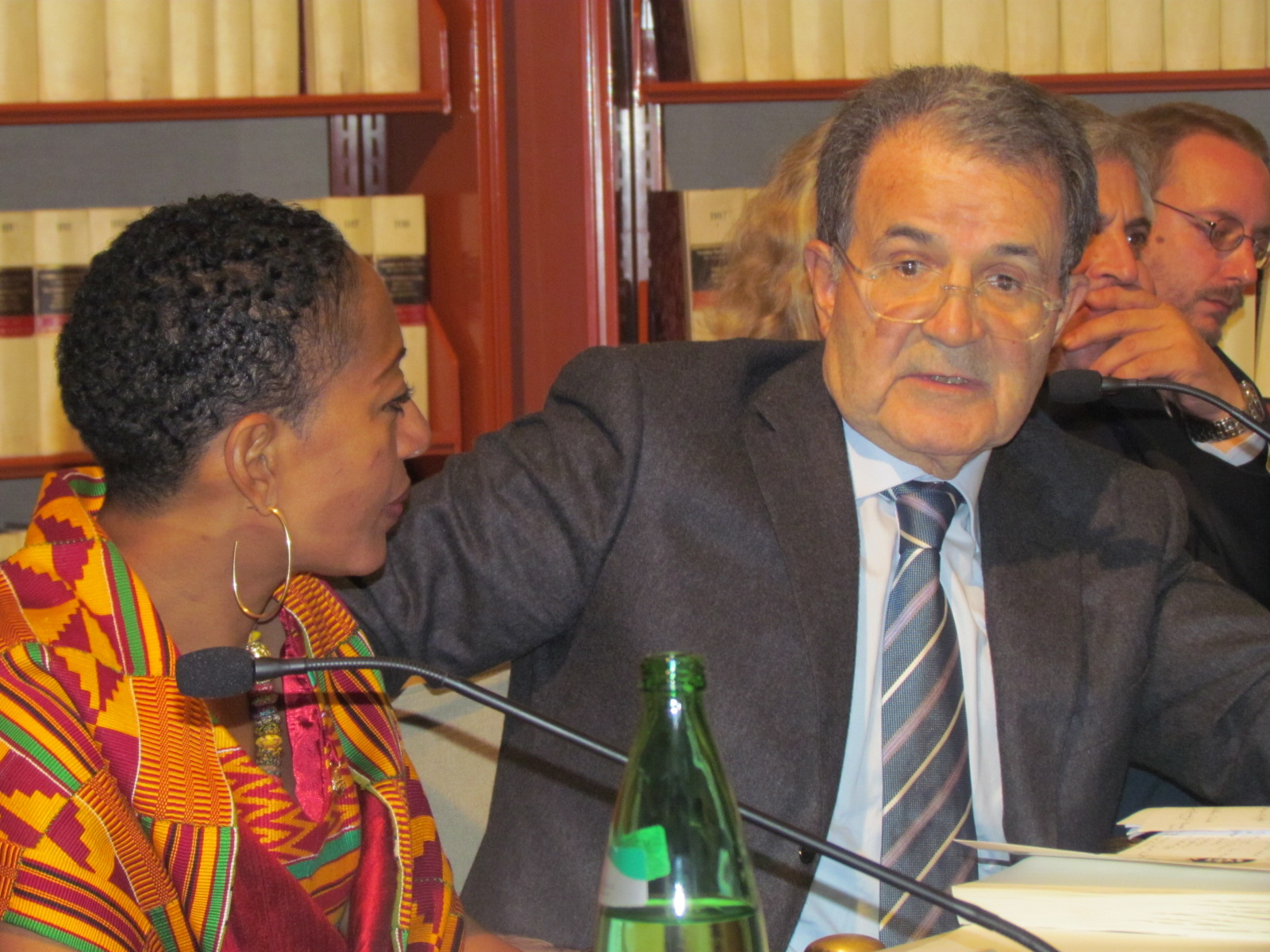
Samia Nkrumah, présidente du CPP, avec le 52e président du Conseil des ministres d'Italie, Romano Prodi, au parlement italien, en 2011.

Le CPP reste interdit jusqu'au 29 janvier 1996, lorsque le National Convention Party et le People's Convention Party fusionnent pour former un nouveau Convention People's Party. Le CPP participe à toutes les élections depuis 1996.
Aux élections du 7 décembre 2004, le parti gagne 3 sièges sur 230. Son candidat aux élections présidentielles, George Aggudey, n'obtient que 1 % des voix. Aux élections présidentielles et parlementaires de 2008, le parti remporte un siège au parlement, obtenu par Samia Nkrumah dans la circonscription du Jomoro. Le candidat à la présidentielle, Paa Kwesi Nduom, obtient 1,4 % des suffrages exprimés.

### Crédit d'auteurs
- (en) Cet article est partiellement ou en totalité issu de l’article de Wikipédia en anglais intitulé « Convention People's Party » (voir la liste des auteurs).

### Traduction
1. ↑  (en) « self-government now »